# Radiu
Radiul este al 88-lea element din sistemul periodic al elementelor, având simbol chimic Ra. Radiul în stare pură este alb argintiu, dar datorită reactivității sale ridicate, se oxidează rapid devenind negru cu irizații colorate. Toți izotopii de radiu sunt radioactivi, cel mai stabil fiind 226Ra, acesta având timp de înjumătățire de 1601 ani; în urma dezintegrării sale rezultând radon. Din cauza instabilității sale, radiul este luminiscent. 

Radiul, sub formă de clorură de radiu RaCl2, a fost descoperit de Marie Curie și Pierre Curie în 1898.

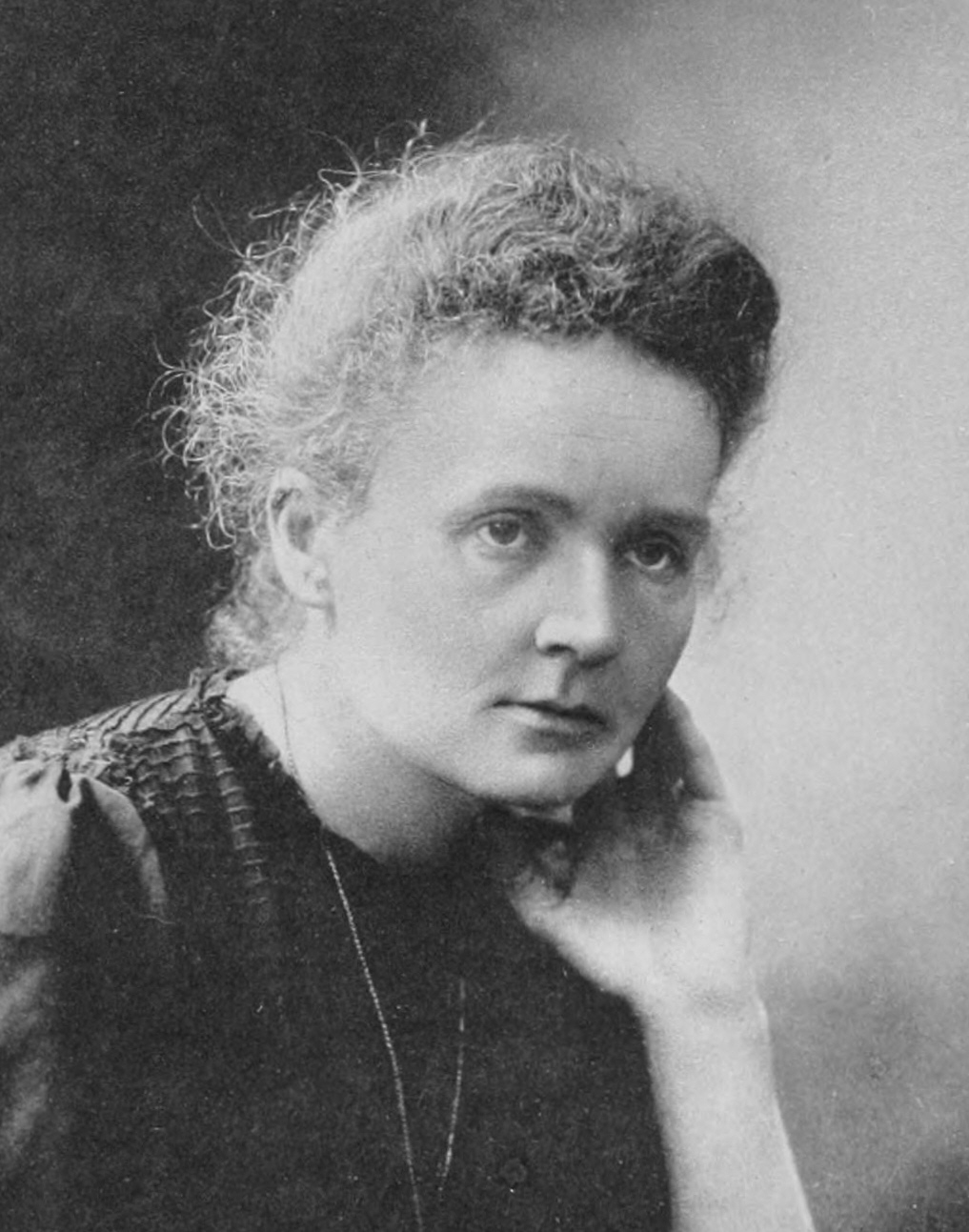
Marie Curie (1867 - 1934)

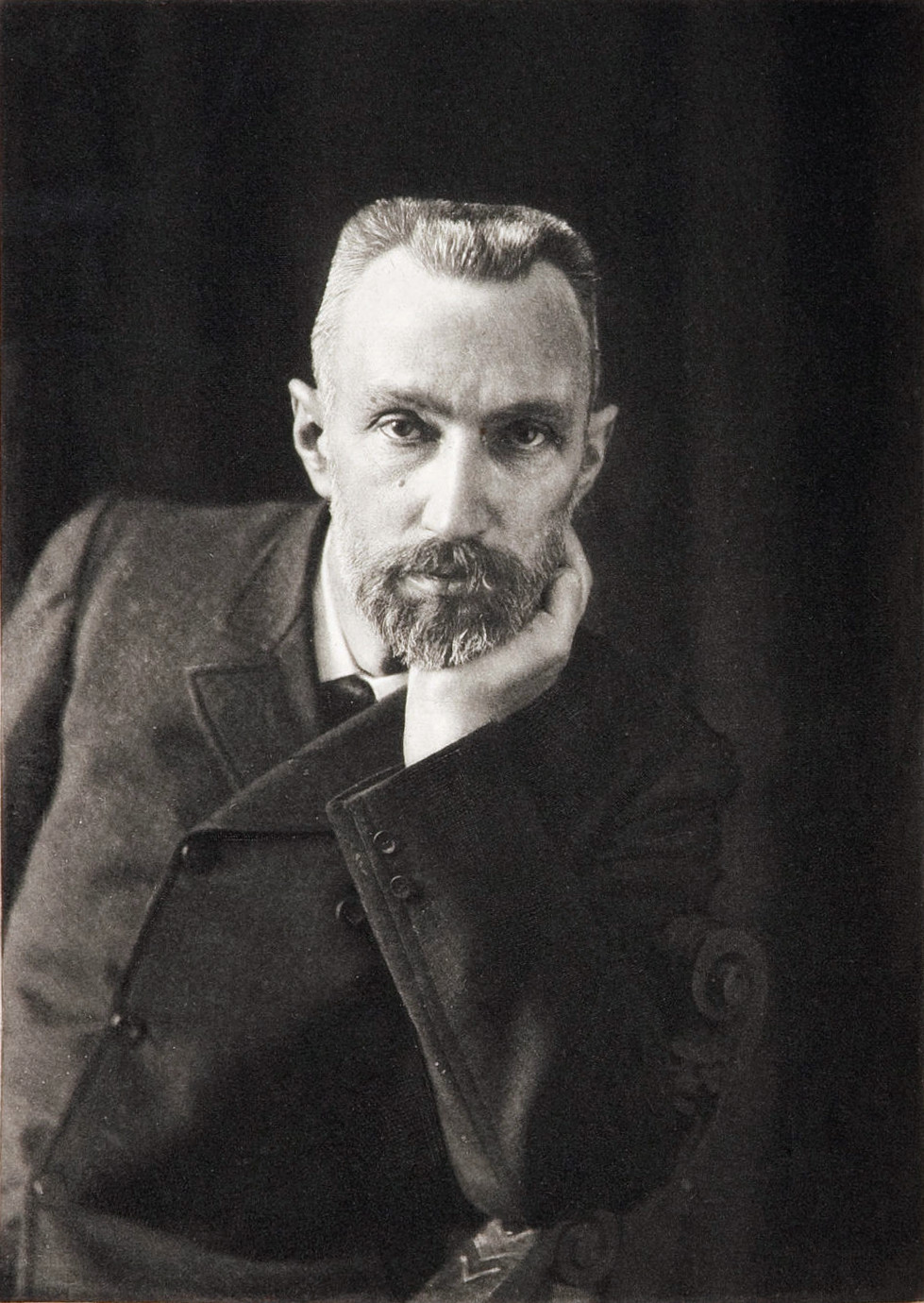
Pierre Curie (1859 - 1906)

## Istoric
Acest element radioactiv a fost descoperit de către savanta Marie Curie. Radiul are o abundență relativ redusă în scoarța terestră și extragerea sa se face cu dificultate, în special datorită radioactivității sale ridicate. În general, el se găsește în minereul numit pehblendă, alături de alte elemente (metale) cum ar fi bariul, uraniul și thoriul.

## Utilizări
În trecut, radiul se folosea la obținerea unor obiecte fosforescente în întuneric (cadrane de ceas, întrerupătoare de curent, diferite indicatoare, vopsele fosforescente, etc,). Întrebuințarea radiului în vopsele este foarte periculoasă din cauza cantității mari de material conținute și, din această cauză, astfel de aplicații nu se mai utilizează. Au fost incidente grave cauzate de acoperirea corpului cu vopsea cu radiu, lucru care a dus la formarea unor arsuri radiologice extinse pe suprafața corpului și la moartea persoanei contaminate radioactiv. Chiar și Marie Curie a murit din cauza anemiei aplastice, boala atribuită radiațiilor.
De asemenea, radiul se folosea pentru prepararea emanației de radiu ce apare prin dezintegrarea radioactivă a radiului, care se înfiola în fiole mici de sticlă sau de aur (golden seeds), având același scop ca și capsulele cu radiu. 
Radiul are dezavantajul de a avea un timp de înjumătățire foarte scurt, și de aceea capsulele introduse în țesăturile pacienților trebuiau extrase sau înlocuite, lucru chinuitor pentru bolnavi.
În prezent, compușii radiului nu au nici o utilizare practică iar metalul (grupa a II-a a sistemului periodic, perioada a 7-a) este foarte reactiv, oxidându-se în aer și reacționând violent cu apa formând hidroxid de radiu, Ra(OH)2.
Radiul metalic este un metal albicios, foarte reactiv, cum s-a menționat mai sus. Radiul mai este utilizat foarte rar ca sursă de neutroni.

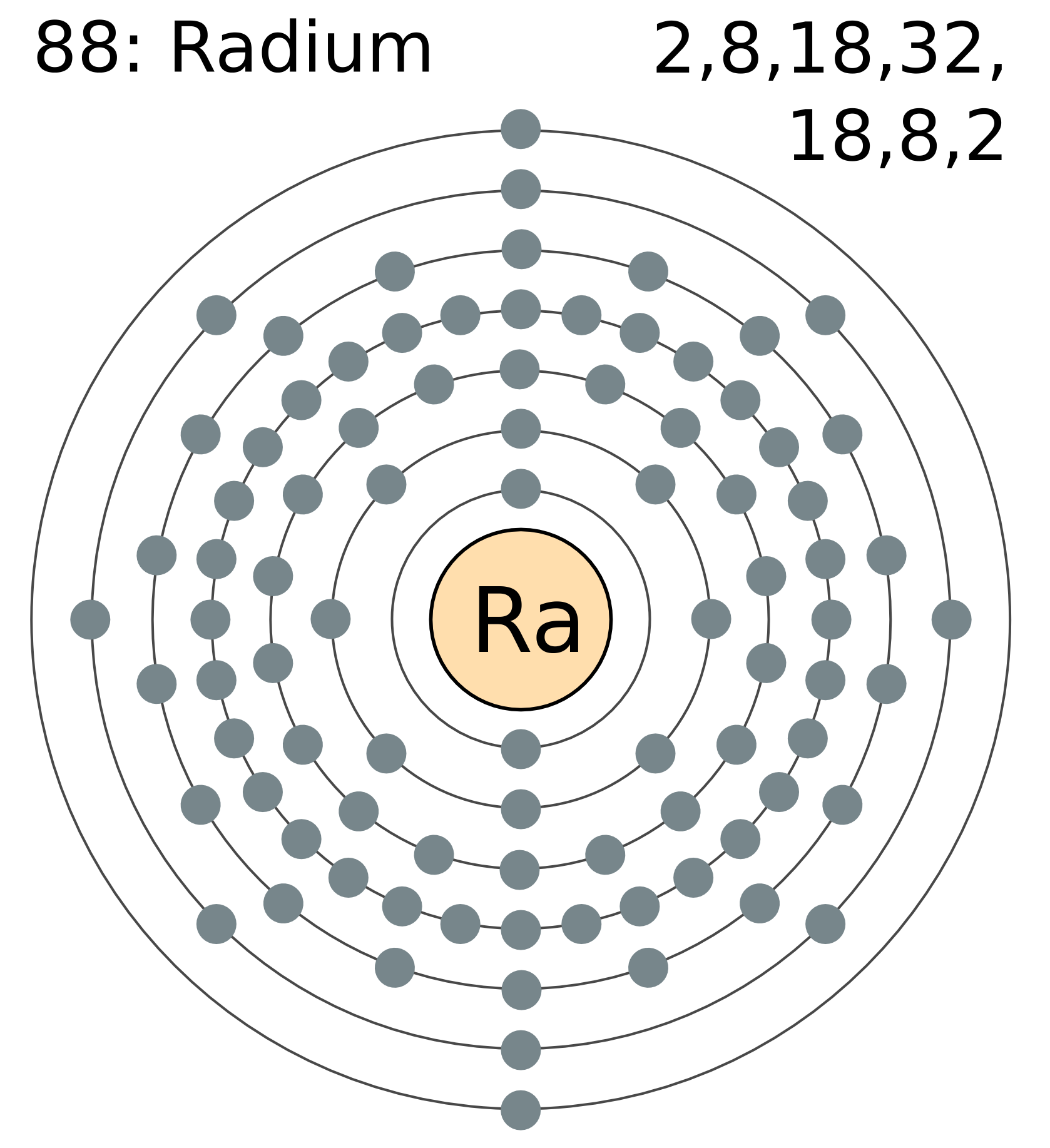
Configurația electronică a atomului de radiu
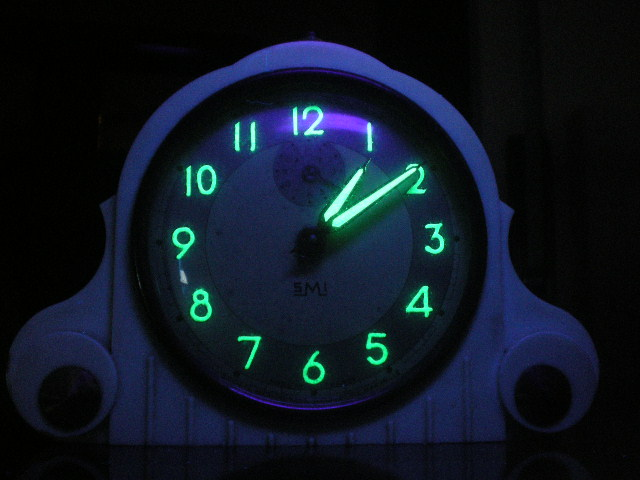
Utilizarea radiului la cadranele de ceas